# Шонитаун (Илиноис)
Шонитаун (енгл. Shawneetown) град је у америчкој савезној држави Илиноис. По попису становништва из 2010. у њему је живело 1.239 становника.

## Демографија
Према попису становништва из 2010. у граду је живело 1.239 становника, што је 171 (12,1%) становника мање него 2000. године.
| Група             | 2000.         | 2010.         |
| Белци             | 1.353 (96,0%) | 1.167 (94,2%) |
| Афроамериканци    | 7 (0,5%)      | 3 (0,2%)      |
| Азијати           | 0 (0,0%)      | 1 (0,1%)      |
| Хиспаноамериканци | 24 (1,7%)     | 31 (2,5%)     |
| Укупно            | 1.410         | 1.239         |